# Samogitien
| Kleinlitauen (ehem. Memelland) Žemaitien (Niederlitauen) Aukštaitien (Oberlitauen) | Suvalkija (Sudauen) Dzūkija (Mittellitauen) |

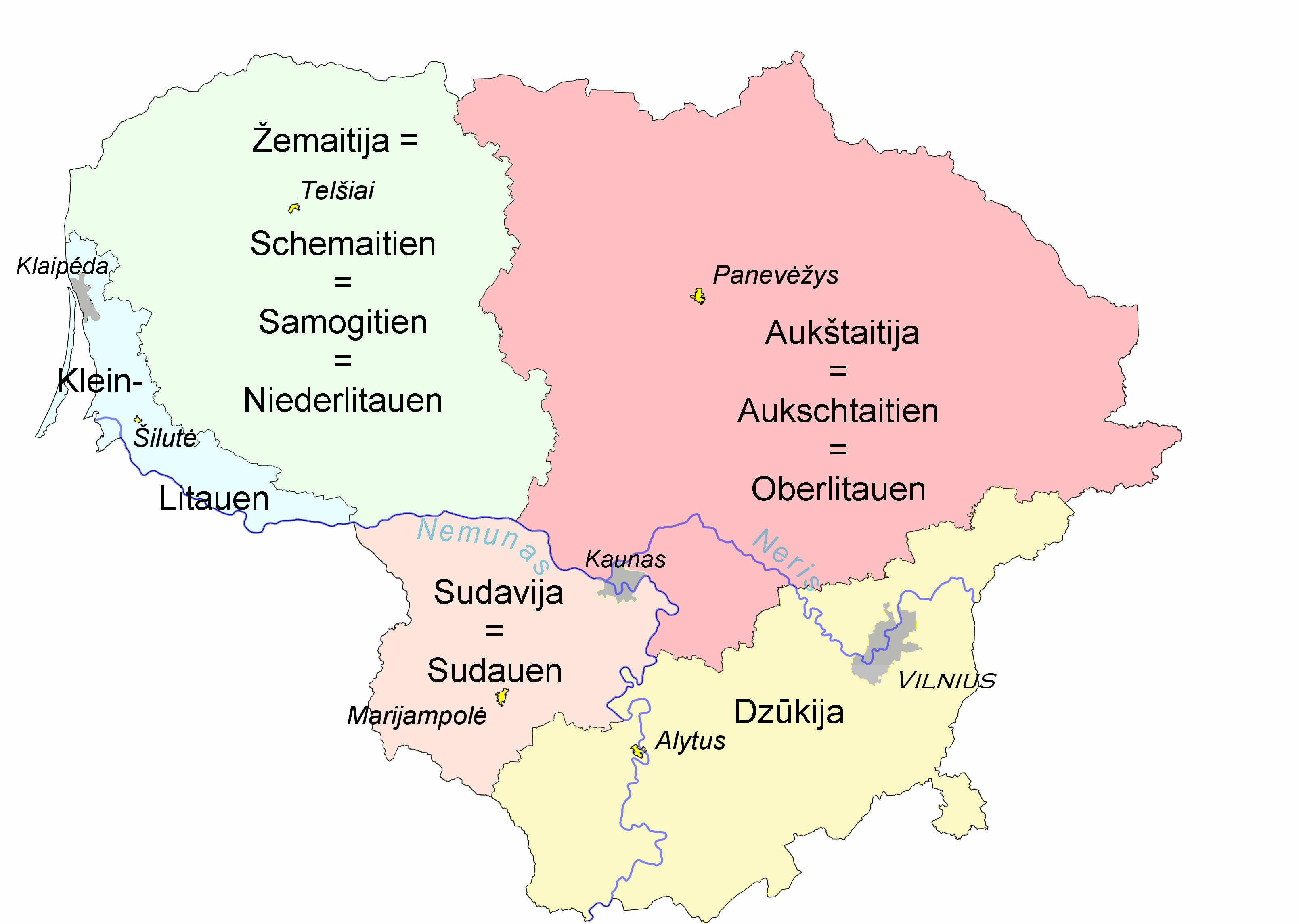
Kulturregionen des heutigen Litauens

Samogitien – Žemaitėjė in den schemaitischen Dialekten, Žemaitija in der litauischen Sprache, latinisiert Samogitia, deutsch auch Schamaiten oder neuerdings Niederlitauen, jiddisch Zámet – ist eine historische Landschaft im westlichen Teil des heutigen Litauens. Zu Niederlitauen gehören der Distrikt Tauragė und der Distrikt Telšiai. Hinzu kommen die ehemals südkurischen Landschaften Megowe (Palanga) und Ceclis (Plungė-Mažeikiai). Inoffizielle Hauptstadt Niederlitauens ist Telšiai.

## Landschaft
Im Vergleich zu Aukštaitien ist Žemaitien dünner besiedelt und stärker landwirtschaftlich geprägt. Der Name Žemaitien verweist auf den baltischen Volksstamm der Žemaiten (andere Schreibweisen Samogiten, Semaiten, Schemaiten, lit. žemaičiai). Žemė bedeutet „Erde“ und žemai „unten“; aber auch die ebenfalls baltischen Kuren wurden als Einwohner Samogitiens genannt.
„Niederlitauen“ liegt auf einem Höhenrücken. Nur wenige Höhenrücken im Osten Aukštaitiens erreichen höhere Werte als die Žemaitiens. Von dessen Fläche liegen zwei Drittel unter 100 m über dem Meer, ein Drittel zwischen 100 und 200 m, wenige Höhenrücken darüber, an einer Stelle 250 m. Von der höher gelegenen Region in der Mitte fällt das Geländeniveau in alle Richtungen ab, auch nach Aukštaitien im Osten und zur lettischen Region Kurzeme (Kurland) im Norden.

## Name und Sprache
Die Ethnie der Samogiten (lit. Žemaičiai) taucht als Begriff erst 1215 in der Wolhynischen Chronik (siehe Halytsch) auf. Sie erwähnt im Zusammenhang mit der Politik Konrads von Masowien vor 1228 die „Scoweae (= Schalauer), Prutheni, Lithuani und Szanmitae (= Žemaiten)“. Das namengebende Ur-Žemaiten lag im 13. und 14. Jahrhundert zwischen der Mūšaquelle, dem Oberlauf der Venta im Norden, dem Stauseegebiet von Žarėna im Nordwesten, der unteren Mituva im Südwesten, der Memel im Süden und der Nevėžis im Osten. Nur in den westlichen und südwestlichen Teilen des ursprünglichen Žemaiten ist Höhenland vorzufinden. Der Begriff „Niederlande“ oder „Unterland“ trifft nur auf die östlich gelegene mittellitauische Tiefebene zu und dürfte von den Aukštaičiai vergeben worden sein. Wulfstan bezeichnete um 880 n. Chr. die Žemaiten als Sarmanten.
Die žemaitische Sprache gliedert sich in drei Untergruppen: die westžemaitische, die nordžemaitische (beide durch das Altkurische beeinflusst) und die südžemaitische. Dabei unterscheiden sich wiederum die Dialekte der Regionen Telšiai, Varniai und Raseiniai.

## Geschichte

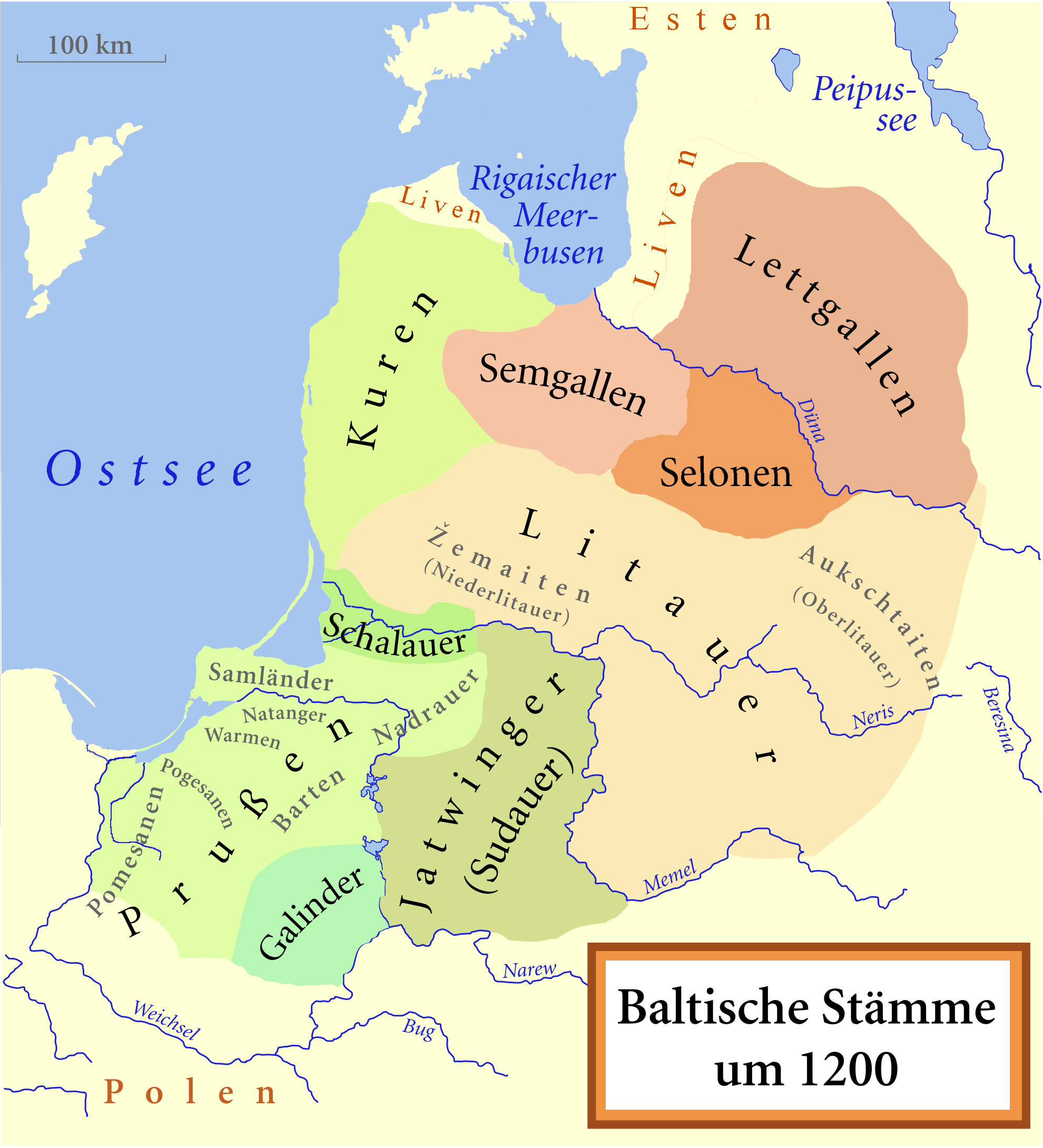
Siedlungsgebiete der baltischen Stämme im 12. Jahrhundert. Ostbalten in braun, Westbalten in grün

### Frühgeschichte
Im 5. und 6. Jahrhundert siedelten im späteren Samogitien Volksgruppen der westbaltischen Kuren, der ostbaltischen (heute lettischen) Semgallen und die Gruppe der Karschauer, die – wissenschaftlich nicht hinreichend geklärt – entweder den Kuren oder den Žemaiten, möglicherweise sogar den Prußen zuzurechnen sind. Um 900 wanderten allmählich litauische Stämme ein. Bei der Verschmelzung dieser Bevölkerungsteile überwog nach und nach die litauische Komponente.
Der angelsächsische Reisende Wulfstan bezeichnete um 880 die Žamaiten als Sarmanten.

### Zeit der Litauerkriege
Im Hoch- und Spätmittelalter spielte Žemaitien in den Auseinandersetzungen zwischen dem Großfürstentum Litauen und Deutschem Orden eine zentrale Rolle.
Erste Versuche seitens des Schwertbrüderordens, die immer wieder in Livland einfallenden Žemaiten zu unterwerfen, waren zunächst wenig erfolgreich. Ihre vernichtende Niederlage in der Schlacht im Land der Schauler 1236 zwang die verbliebenen Schwertbrüder, sich 1237 nach Intervention des Papstes Gregor IX. dem Deutschen Orden anzuschließen. Wechselvolle Kämpfe gipfelten in den folgenden Jahrzehnten in der Schlacht an der Durbe im Juli 1260. Durch die verheerende Niederlage scheiterte der Versuch des Deutschen Ordens, die litauische Bedrohung Livlands zu beseitigen.

Historische Flagge Samogitiens

Nach 1272 begann der Deutsche Orden die südlich Žemaitiens gelegene Landschaft Schalauen zu unterwerfen (1275 Eroberung der Schalauerburg Ragnit). Damit wurde Schamaiten nördlich und südlich einer immer massiveren Bedrohung durch die hochgerüsteten Ordensritter ausgesetzt.
Das nachhaltige Bestreben der Ordensritter, durch Annexion Žemaitiens eine Landbrücke zwischen seinen preußischen Besitzungen und dem Meistertum Livland wurde nach 1302 mit einer angestrebten Christianisierung der bislang „heidnischen“ Litauer kaschiert. Im gesamten 14. Jahrhundert war Žemaitien den fortgesetzten Angriffen der Ordensritter preisgegeben. Das ohnehin dünn besiedelte Land wurde zum Schlachtfeld.
Entlang der Grenzen des Ordenstaates und Žemaitiens war im Laufe der Zeit aufgrund der Verwüstungen und des daraufhin zwangsweisen Verlassens der einheimischen Bevölkerung eine breite, unbewohnte „Wildnis“ (litauisch dykra) entstanden. Dieses „Niemandsland“ wurde zudem von litauischer Seite durch umfassendes Fällen von Bäumen noch weiter unpassierbar gemacht wurde. Damit wurden Überraschungsangriffe des Ordens enorm erschwert.
Dennoch gelang es trotz ständiger Angriffe dem Orden nicht, im unwegsamen Žemaitien nachhaltig Fuß zu fassen. Bestrebungen der litauischen Großfürsten Algirdas und Kęstutis, durch eigene Angriffe gegen das Ordensland die Übergriffe der Kreuzritter auf Žemaitien zu beenden, scheiterten angesichts der taktischen und rüstungstechnischen Überlegenheit des Ordens. In den Schlachten an der Streva 1348 und bei Rudau 1370 wurden die Litauerfürsten geschlagen.
Nach dem Tod Algirdas’ 1377 kam es in Litauen zu Machtkämpfen zwischen den Thronprätendenten Vytautas und Jogaila, in die sich der Orden mit zeitweiligem Erfolg einmischte. 1384 wurde zwischen Vytautas und dem Orden der Königsberger Vertrag geschlossen, in dem Samogitien dem Orden versprochen wurde. Allerdings war Vytautas zu dieser Zeit nicht Großfürst.
Durch die 1385 in Krewo vereinbarte Personalunion Litauens mit Polen infolge der Wahl Jogailas zum König von Polen konnte bei einhergehender Christianisierung Litauens die Vormacht des Ordens zumindest eingedämmt werden. Vytautas wurde im Vertrag von Krewo die Würde einen Großfürsten zuerkannt, was diesem eine weitgehende Autonomie einräumte.
Die territorialen Ambitionen des litauischen Großfürsten Vytautas gegen die im Osten herrschende Goldenen Horde führte zu Bestrebungen dieses Großfürsten, durch eine Einigung mit dem nach wie vor an Žemaitien interessierten Orden seine westlichen Grenze abzusichern. Das führte zum 1398 zum Vertrag von Sallinwerder, in dessen Wortlaut Žemaitien an den Orden verpfändet wurde. Widerwillig wurde diese Abmachung auch am polnischen Königshof akzeptiert. Žemaitiens Liegenschaften verwaltete fortan ein Ordensvogt. Seit 1405 bekleidete dieses zunehmend schwierige Amt der spätere Hochmeister Michael Küchmeister von Sternberg.
Mit der vernichtenden Niederlage Vytautas’ in der Schlacht an der Worskla gegen die Goldene Horde im Jahre 1399 setzte ein entscheidender Umschwung in dessen Außenpolitik ein. Suchte er bisher den Orden zu gewinnen, um einen Rückhalt bei seinen strategischen Ambitionen im Osten zu haben, ergriff er nun in Žemaitien die Initiative: Er unterstützte indirekt die mit der Ordensherrschaft unzufriedenen Niederlitauer.
Der Orden wurde dem ihm im Vertrag zu Sallinwerder zugebilligten Verwaltungsrecht in Žemaitien nie gerecht. Eine offizielle Bulle des Papstes aus dem Jahre 1403 vermochte ebenfalls nicht, administrativ begründete Übergriffe örtlicher Vasallen des Ordens zu verhindern. Der Widerstand der eingesessenen Bevölkerung Žemaitiens gegen die rigorose Eintreibung von Kirchenzehnten sowie weitere kirchenrechtlich begründeten Abgaben provozierte überaus restriktive Maßnahmen des Ordens. Darauf folgte wiederum um 1409 eine umfassende Empörung des ansässigen Adels, der bis dahin dem Orden überwiegend loyal gegenüberstand.
Klageschriften der unter der Gewaltherrschaft des Ordens aufbegehrenden niederlitauischen Bevölkerung erreichten sowohl die Kurie als auch zahlreiche Kanzleien europäischer Fürsten und die wichtigen Städte Westeuropas. Von Vytautas begünstigt, brach in Niederlitauen um 1400 ein Guerillakrieg aus, der 1409 in einen Aufstand unter ausdrücklicher Billigung des polnischen Königs Jogaila mündete. Diese offene Unterstützung des Aufruhrs in einem von Orden beanspruchten Herrschaftsgebiet veranlasste den Hochmeister des Deutschen Ordens Ulrich von Jungingen, die Entscheidung auf dem Schlachtfeld zu suchen.
Der daraus entstehende offene Konflikt führte in der Folge zur Schlacht bei Tannenberg (1410), der entscheidenden Niederlage des Ordens gegen die polnisch-Litauische Union. 1411 musste der Orden im 1. Thorner Frieden 1411 Žemaitien wieder an das Großfürstentum Litauen abtreten. Im Friede vom Melnosee 1422/26 verzichtete der militärisch und politisch geschwächte Orden auf  Besitzansprüche in Litauen, namentlich in Žemaitien, was im Frieden von Brest 1435 nochmals bestätigt wurde.

### Nach 1435
Nunmehr unabdingbarer Bestandteil des Großfürstentums Litauen, teilte Žemaitien die Geschicke dieser Nation. Als Herzogtum Samogitien war es einer Woiwodschaft gleichgestellt. 1569 wurde mit der Union von Lublin die polnisch-litauische Personalunion zur Realunion (Adelsrepublik Polen-Litauen) verbunden, was den polnischen Einfluss auf Litauen verstärkte. Mit der 3. Polnischen Teilung 1795 fiel auch der Westen Litauens an das Zarenreich. 1919 und 1992 wurde Litauen, nun auf das litauische Sprachgebiet beschränkt, wieder unabhängig.
Im Jahre 1940 in der Folge der Geheimen Zusatzprotokolle des Hitler-Stalin-Paktes durch sowjetische Truppen annektiert, gelang Litauen erst mit dem Zerfall der Sowjetunion im Jahre 1990 die Loslösung aus dem russisch dominierten Staatsverband.

## Literatur

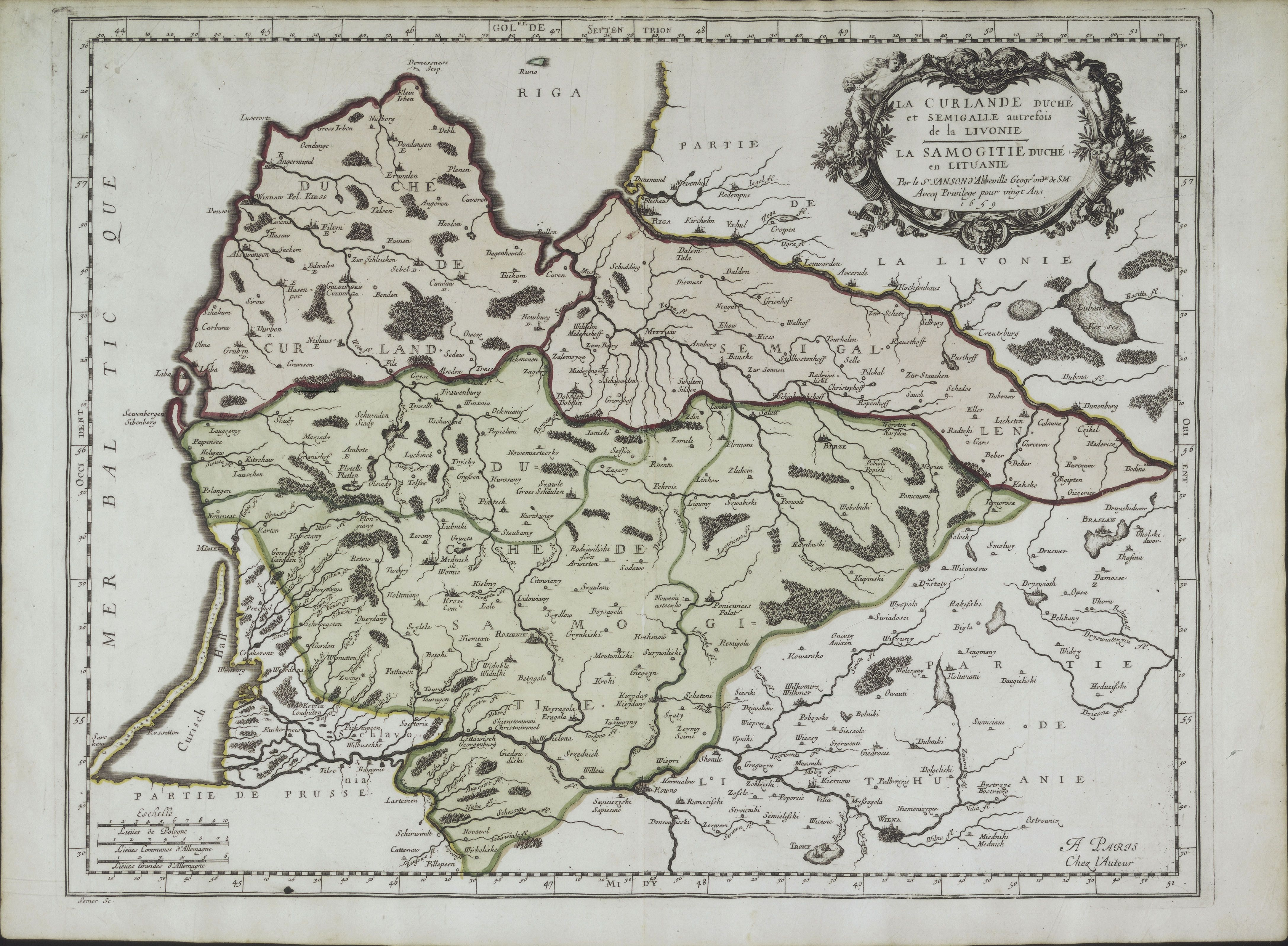
Historische Karte Samogitiens mit angrenzenden Territorien (Herzogtum Kurland, Herzogtum Preußen) aus dem Jahr 1659

### Zeitgenössische Chroniken
- Peter von Dusburg: Chronicon Terrae Prussiae (um 1326).
- Nikolaus von Jeroschin: Di Kronike von Pruzinlant (Übertragung des Chronicon Terrae Prussae ins Niederdeutsche mit Ergänzungen, um 1340).
- Hermann von Wartenberg: Chronicon Livoniae (um 1378)